# Thunbergia fasciculata
Thunbergia fasciculata är en akantusväxtart som beskrevs av Gustav Lindau. Thunbergia fasciculata ingår i släktet thunbergior, och familjen akantusväxter. Inga underarter finns listade i Catalogue of Life.